# Bundey River
Bundey River är ett vattendrag i Australien. Det ligger i territoriet Northern Territory, omkring 1 200 kilometer sydost om territoriets huvudstad Darwin.
Omgivningarna runt Bundey River är i huvudsak ett öppet busklandskap. Trakten runt Bundey River är nära nog obefolkad, med mindre än två invånare per kvadratkilometer. Genomsnittlig årsnederbörd är 224 millimeter. Den regnigaste månaden är december, med i genomsnitt 57 mm nederbörd, och den torraste är juli, med 1 mm nederbörd.